# Династія Кхен
Династія Кхен — династія, що володарювала в Ассамі, замінивши правителів з династії Пала у XII столітті. Зміна династій позначила занепад держави Камарупа та заснування нового царства — Камата.

## Історія
Походження Кхенів є неясним. Вони не були аріями, а владу здобули після занепаду імперії Пала. Етнічно вони, імовірно, належали до народності Кхенг з Бутану. Вони поклонялись Каматашварі, що вказує на відсутність спадковості з попередніми династіями, що вели свій початок від Наракасури, інкарнації Вішну . Кхени перемістили столицю з Камарупанагара до Каматапура на березі річки Дхарла.
За часів правління Кхенів з'явилась рання література асамською мовою.
1498 року Каматапур зайняв Алауддін Хусейн-хан, але не зміг утримати владу. Місцеві правителі за допомогою царя Ахому Сухунгмунга завдали поразки бенгальцям 1505 року. Тоді утворилась династія Куч.

## Правителі
- Прітху (c1185-1228)
- Сандх'я (1228—1260)
- Сіндху Рай (1260—1285)
- Руп Нараян (1285—1300)
- Сінгхадхвадж (1300—1305)
- Пратапдхвадж (1305—1325)
- Дхарма Нараян (1325—1330)
- Дурлабх Нараян (1330—1350)
- Індра Нараян (1350—1365)
- Сасанка (1365—1385)
- Гаджанка (1385—1400)
- Сукранка (1400—1415)
- Мріганка(1415—1440)
- Ніладхвадж (1440—1460)
- Чакрадхвадж (1460—1480)
- Ніламбар (1480—1498)